# Brunnenthal (Messen)
Brunnenthal (toponimo tedesco) è una frazione di 541 abitanti del comune svizzero di Messen, nel Canton Soletta (distretto di Bucheggberg).

## Storia

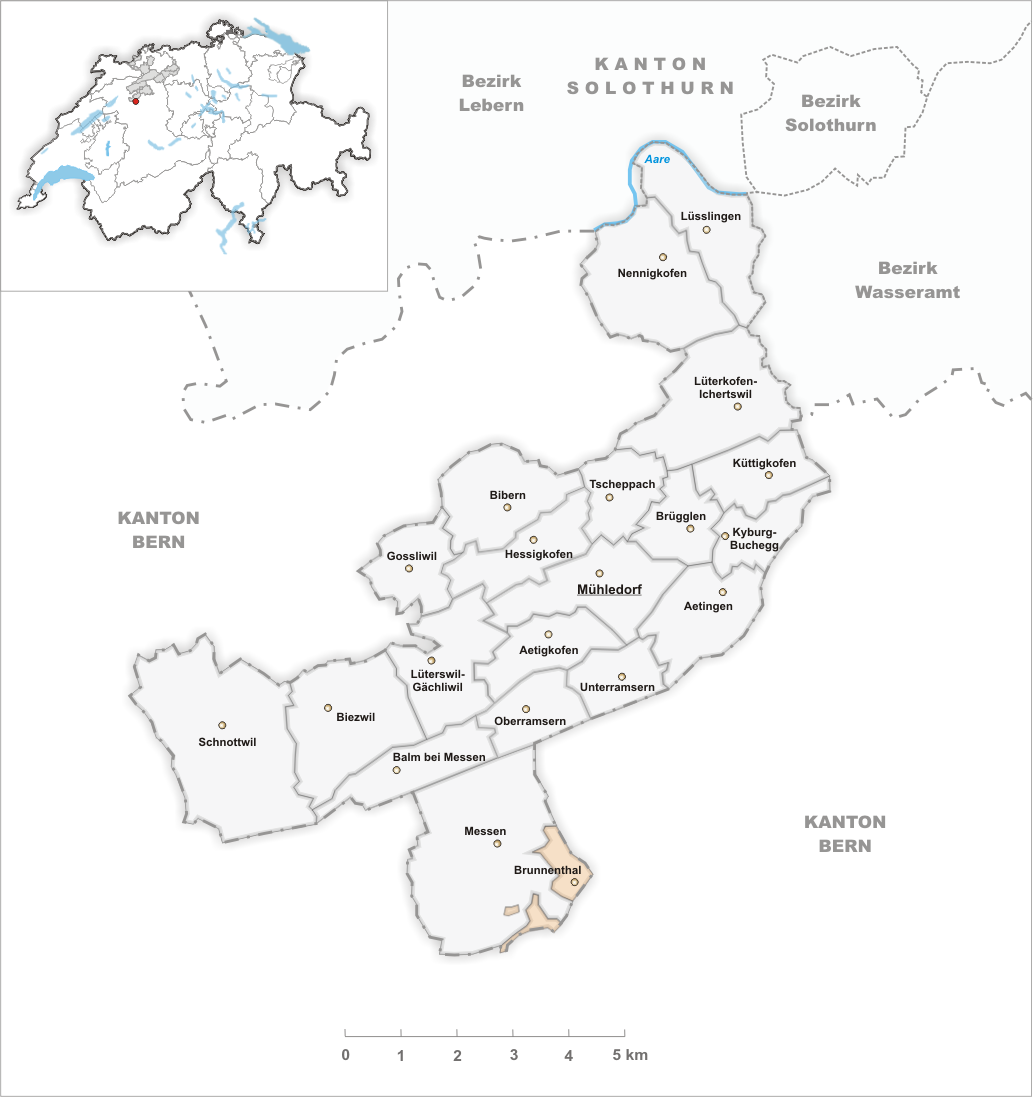
Il territorio del comune di Balm bei Messen prima degli accorpamenti comunali del 2010

Fino al 31 dicembre 2009 è stato un comune autonomo che si estendeva per 0,91 km²; il 1º gennaio 2010 è stato accorpato al comune di Messen assieme agli altri comuni soppressi di Balm bei Messen e Oberramsern.